# 吴小南
吴小南（1963年7月—），男，福建南安人，中国营养学家，福建省厦门医学院院长。

## 生平
1985年毕业于同济医科大学公共卫生专业，进入福建医科大学任教，曾任预防医学系副主任、卫生学教研室主任。2000年12月晋升教授。2007年获博士学位。2001年10月，任福建医科大学外事办公室主任、港澳台办公室主任。2003年4月，任福建医科大学海峡学院院长，校长办公室副主任，大学城新校区管委会常务副主任。2005年至2016年，任福建医科大学副校长。2016年5月至2017年6月，任厦门医学高等专科学校校长。2017年6月，任厦门医学院院长。

## 社会兼职
- 中国民主同盟中央委员会委员（2007年12月－2017年12月）[3]
- 中国民主同盟福建省委员会副主任委员（2007年5月－2017年6月）[4]
- 福建省第十一届、第十二届人大常委会常务委员（2008年1月－2018年1月）
- 中国营养学会理事（2009年3月－2022年5月）
- 福建省营养学会理事长